# Mordellistena dalmatica
Mordellistena dalmatica es una especie de coleóptero de la familia Mordellidae.

## Distribución geográfica
Habita en la Europa Central.